# 지방도 제406호선
지방도 제406호선은 강원특별자치도 횡성군 공근면 학담리 동면입구 교차로에서 홍천군 화촌면 군업리를 잇는 강원특별자치도의 지방도이다.

## 역사
- 2003년 2월 15일 : 노선 폐지 및 재지정[1]

## 주요 경유지
- 횡성군
  - 공근면 동면입구 교차로 - 초당교 - 공근면입구 교차로 - 청곡리 - 청곡교 - 삼배리 - 가곡리 - 가곡교 - 부창교 - 부창리 - 부창초등학교(폐교) - 석불교 - 상동리 삼층석탑, 석불좌상 - 상동제1교 - 상동리 - 상동제2교 - 좌운교

- 홍천군
  - 영귀미면 좌운교 - 속초초등학교 좌운분교 - 좌운리 - 좌운교 - 좌운저수지 - 좌운1교 - 노천리 - 노천삼거리 - 정간교 - 공작교 - 공작산저수지 - 공작현
  - 화촌면 공작현 - 도광1교 - 군업리 - 군업2교 - 조가터

## 중복 구간
- 홍천군 영귀미면 노천삼거리 ~ 공작교 남단 : 지방도 제444호선과 중복

## 도로명
- 횡성군 공근면 동면입구 교차로 ~ 홍천군 영귀미면 노천삼거리 : 금계로
- 홍천군 영귀미면 노천삼거리 ~ 공작교 남단 : 공작산로
- 홍천군 영귀미면 공작교 남단 ~ 화촌면 조가터 : 당무로